# Peter Debye
Petrus Josephus Wilhelmus Debije (født 24. marts 1884, død 2. november 1966) var en hollandsk fysisk kemiker. Han ændrede senere lovmæssigt sit navn til Peter Debye.
Peter Debye modtog Nobelprisen i kemi i 1936 for sine bidrag til vores viden om molekylære strukturer gennem undersøgelser af dipolmomenter og røntgen- og elektrondiffraktion i gasser.

## Tidligt liv
Peter "Pie" Debye blev født i Maastricht, og efter at have gået i de lokale folkeskoler begyndte han i 1901 at studere på universitetet i Aachen, Tyskland, kun 30 km fra Maastricht. Han læste matematik og klassisk fysik, og modtog i 1905 en grad i elektronik og ingeniørvidenskab. I 1907 fik han udgivet sin første artikel, en matematisk løsning af et problem som omhandlede eddystrømme. I Aachen studerede han hos den teoretiske fysiker Arnold Sommerfeld, som senere hævdede at hans vigtigste opdagelse var Peter Debye.
I 1906 fik Sommerfeld en stilling i München og tog Debye med sig som sin assistent. Han fik en phd-grad med en afhandling om stålingstryk i 1908. I 1910 udledte han Plancks lov om stråling ved brug af en metode som Max Planck senere anerkendte som værende mere simpel end hans egen metode.
Da Albert Einstein i 1911 blev professor i Prag, overtog Debye hans gamle professorstilling i Zürich. Derefter flyttede han til Utrecht i 1912, Göttingen i 1913, tilbage til Zürich in 1920, til Leipzig i 1927 og til Berlin i 1934, hvor ham blev leder af fysikafdelingen på Kaiser Wilhelm Institut. I 1935 blev han tildelt Lorentzmedaljen. Fra 1935 til 1937 var han formand for Deutsche Physikalische Gesellschaft.
I 1913 blev han gift med Mathilde Alberer, med hvem han fik en søn (Peter Paul Rupprecht, født 1916) og en datter (Mathilde Maria, født 1921). Deres søn blev fysiker og samarbejdede med faderen i en del af hans forskning.

## Videnskabelige bidrag
- Hans første større bidrag til videnskaben var brugen af dipolmomentkonceptet ved ladningsfordeling i assymmetriske molekyler. Han udviklede ligninger som beskrev sammenhængen mellem dipolmoment og temperatur, dielektricitetskonstant, debyerelaksation osv. Dipolmomenter måles nu i enheden debye opkaldt efter ham.
- I 1912 udvidede han Albert Einsteins teori om specifik varme til også at omfatte lave temperaturer.
- I 1913 udvidede han Niels Bohrs teori om atomets struktur, ved at introducere elliptiske elektronbaner, et koncept som også var introduceret af Arnold Sommerfeld.
- I 1914-1915 beregnede han temperaturens effekt på røntgendiffraktionsmønstre i krystallinske stoffer sammen med Paul Scherrer.
- I 1923 udviklede han, sammen med sin assistent Erich Hückel en forbedring af Svante Arrhenius' teori om elektrisk ledningsevne i elektrolytter og udledte den karakteristiske Debye-længde.[2] Selvom Debye-Hückel-ligningen i 1926 blev forbedret af Lars Onsager, regnes denne teori stadig for at være et stort skridt imod en forståelse af elektrolytter.
- I 1923 udviklede han også en teori der forklarede Comptoneffekten; røntgenstrålers frekvensskifte ved vekselvirkning med elektroner.
- I 1936 modtog Debye Nobelprisen i Kemi.